# Foro Urbano Mundial

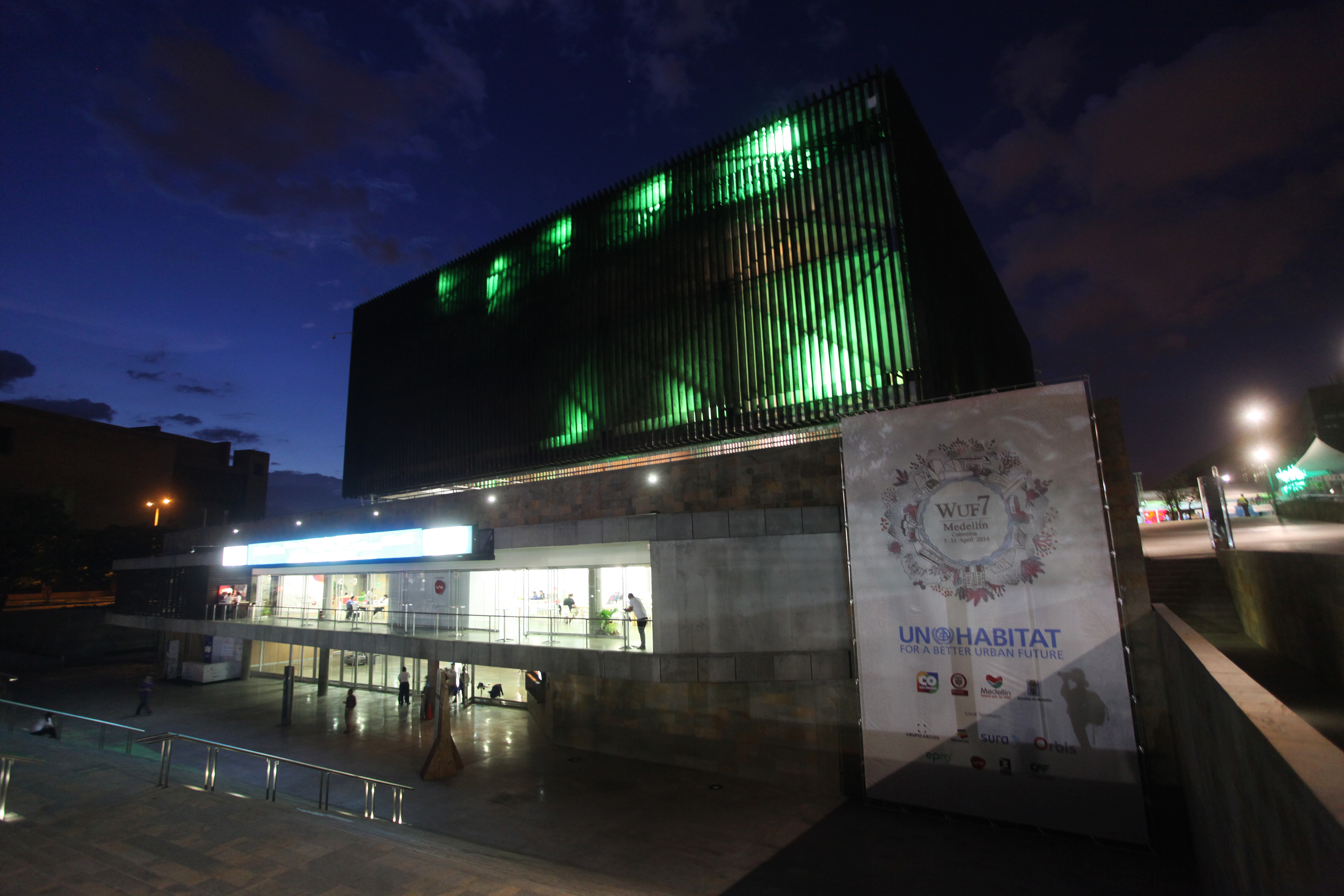
Plaza Mayor durante el Foro Urbano Mundial 2014.

El Foro Urbano Mundial (En inglés World Urban Forum) es un foro internacional que organiza la ONU cada dos años; en particular, el Programa de Naciones Unidas para los Asentamientos Humanos (ONU–Hábitat), y trata temas de urbanismo, especialmente al impacto de los asentamientos humanos y su rápido crecimiento en diversos ámbitos, como son la economía, la política, y el medio ambiente.
Sus ediciones se han llevado a cabo como se detalla a continuación:
| Edición     | Ciudad         | País                   |
| ----------- | -------------- | ---------------------- |
| I (2002)    | Nairobi        | Kenia                  |
| II (2004)   | Barcelona      | España                 |
| III (2006)  | Vancouver      | Canadá                 |
| IV (2008)   | Nankín         | China                  |
| V (2010)    | Río de Janeiro | Brasil                 |
| VI (2012)   | Nápoles        | Italia                 |
| VII (2014)  | Medellín       | Colombia               |
| IX (2018)   | Kuala Lumpur   | Malasia                |
| X (2020)    | Abu Dabi       | Emiratos Árabes Unidos |
| XI (2022)   | Katowice       | Polonia                |
| XII (2024)  | El Cairo       | Egipto                 |
| XIII (2026) | Bakú           | Azerbaiyán             |